# Ла-Антігуа (Веракрус)
Ла-Антігуа (ісп. La Antigua) — муніципалітет у Мексиці, штат Веракрус, розташований у регіоні Сотавенто. Адміністративний центр — місто Хосе-Кардель.

## Історія

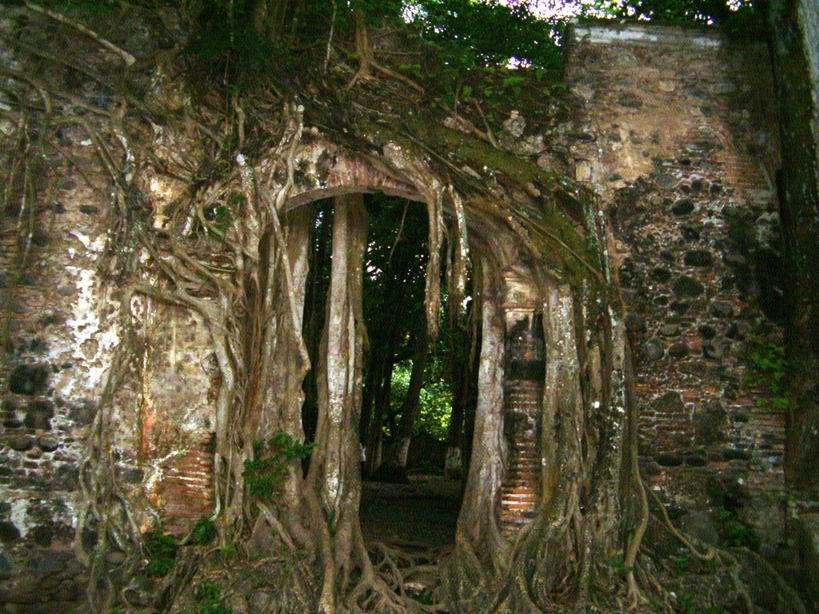
Руїни будинку Ернана Кортеса в Ла-Антигуа

У доколумбові часи Ла-Антигуа була населена поселенням тотонакив під назвою Huitzilapan, що ацтекською мовою (науатль) означає дослівно «у річці колібрі».
В 1518 році капітан Хуан де Гріхальва дістався острова Сан-Хуан-де-Улуа. Наступного 1519 року Ернан Кортес, опираючись на інформацію Хуана де Гріхальви досяг узбережжя Мексики і заснував поселення Вілья-Ріка-де-ла-Вера-Крус (дослівно — старе «Веракрус»). У 1523 року король подарував поселенню герб, а в 1527 році воно вже набуло статусу міста (ciudad). У 1600 році віце-король Гаспар де Суньїга-і-Асеведа заснував місто Нуева-Веракрус, і багато жителів Вілья-Ріка-де-ла-Вера-Круса перебралися туди. Місце було обрано через його кращий захист від північних вітрів і піщаних вітрів з боку району Сан-Хуан-де-Улуа.
Найстаріша церква в Америці була заснована Ернаном Кортесом на початку 16 століття. Більшість комерційних перевезень з Піренейського півострова до Нової Іспанії проходили через Ла-Антігуа протягом приблизно 75 років. Наприкінці 16-го століття, коли іспанці повернулися до поселення в Сан-Хуан-де-Улуа, місто занепало і було перейменовано на «Ла-Антігуа», щоб уникнути плутанини з новим містом.
Під час мексиканської війни за незалежність (1810—1821) Гвадалупе Вікторія встановив оперативний центр у Ла-Антигуа. У 1824 році був утворений муніципалітет Ла-Антигуа, влада якого розмістилася в історичному місті. У 1855 році було розпочато будівництво міжокеанської залізниці (ісп. Ferrocarril Interoceánico), яка проходила через муніципалітет Ла Антигуа і привела до заснування міста Сан-Франциско-де-лас-Пеньяс. 1 січня 1913 року муніципалітет Ла-Антигуа перемістився з міста-тезки до міста Сан-Франциско-де-лас-Пеньяс. Статус міста було повернуто Ла-Антигуа в 1914 році, але остаточно муніципалітет перемістився до Сан-Франциско-де-лас-Пеньяс у квітні 1925 року, який незабаром був перейменований на Хосе-Карделі ісп. José Cardel. Місто Хосе Кардель — адміністративний центр муніципалітету Ла Антигуа.

## Склад
До складу муніципалітету входить 70 населених пунктів. Найбільші з них:
| Українська назва       | Іспанська назва             | Населення, 2010 рік |
| Разом у муніціпалітеті | Разом у муніціпалітеті      | 25 500              |
| Хосе-Кардель           | José Cardel                 | 19 092              |
| Ніколас-Бланко         | Nicolás Blanco (San Pancho) | 1092                |
| Ла-Антігуа             | La Antigua                  | 988                 |
| Ла-Пуреса              | La Pureza                   | 866                 |
| Сальмораль             | Salmoral                    | 753                 |